# 초조본 대승아비달마잡집론 권14
초조본 대승아비달마잡집론 권14(初雕本 大乘阿毗達磨雜集論 卷十四)은 서울특별시 서대문구, 아단문고에 있는 고려시대의 목판본 불경이다. 
1989년 8월 1일 대한민국의 국보 제251호 초조본 대승아비달마잡집론 권제14(初雕本 大乘阿毗達磨雜集論 卷第十四)으로 지정되었다가, 2010년 8월 25일 현재의 명칭으로 변경되었다.

## 개요
불교경전은 크게 경(經), 율(律), 론(論)으로 나누어지는데, 아비달마는 부처님의 지혜를 체계적으로 설명하고 있는 론(論)부분을 총칭하여 이르는 말이다. 따라서 대승아비달마잡집론은 성불(成佛)하는데 필요한 부처님의 지혜를 체계적으로 모아 설명하고 있는 책이라고 할 수 있다.
『대승아비달마잡집론』은 당나라 현장(玄奘)이 번역한 것인데, 권14인 이 책은 총 27매이다. 나무에 새겨서 두껍고 질긴 종이에 찍은 것으로 고려 현종 때(재위 1011∼1031) 만들어진 초조대장경의 일부이다. 병풍처럼 펼쳐서 볼 수 있는 형태로 만들었으며, 접었을 때의 크기는 세로 31cm, 가로 12.2cm이다.
대장경목록은 개개의 경전이 천자문의 순서에 따른 함차(函次)로 편성되어 있는데, 이 책은 ‘보(寶)’함에 소장된 것이다. 장수 표시는 1매에서 26매까지는 장(丈)으로 표시되어 있으며, 끝장인 27매만 장(張)으로 표시되어 있어서, 고려대장경 초조본에서 주로 ‘장(丈)’으로 장수를 표시 표시했음을 알 수 있다. 본문의 ‘경(竟)’자의 마지막 획을 빼고 쓴 점도 고려대장경 초조본에서 나타나는 특징중의 하나이다.
이 책은 종이의 질, 새긴 기법, 먹색 등으로 보아 11세기에 만든 것임을 알 수 있으며, 보존상태는 비교적 양호하다.

## 같이 보기
- 대승아비달마잡집론

## 참고 자료
- 초조본 대승아비달마잡집론 권14 - 국가유산청 국가유산포털